# Első bregai csata
Az első bregai csata a líbiai polgárháború egyik ütközete volt. Akkor kezdődött, mikor 2011. március 2-án a kora reggeli órákban a Kadhafi vezette kormány csapatai megtámadták az ellenzék kezén lévő várost.

## A csata
Március 2-án a kora reggeli órákban 100 járművel jól felfegyverkezett, Kadhafihoz hű katonák érkeztek Bregába. Sikeresen visszaszerezték az olajfinomító, a kikötő, a polgári és a kereskedelmi repülőtér, valamint az egyetem felett az ellenőrzést, Mikor a város központját 2–3 km-nyire megközelítették, megpróbálták elzárni a külvilágtól a felkelők csapatait. Több hírforrás egybehangzóan azt állítja, hogy a felkelők gyorsan összerendeződtek, és a homokba bújva próbáltak meg elrejtőzni. Legtöbben önkéntes felkelők voltak a már megszerzett Adzsdábijából és Bengáziból jöttek.
A harcok alatt a Líbiai Légierő gépei Adzsdabijában muníciós raktárakat lőttek. Később mégis megérkeztek a seregek Bregába, és közös erővel kiszorították Kadhafi seregeit az egyetem karairól. A felkelő csoportok a tengerparton a homokdűnék fedezékében jutottak el az egyetem épületét kiemelő hegyig. Eközben folyamatosan aknavetőkből lőtték őket. Egyszecsak támadás indult a dűnék ellen, hogy megsemmisítsék a felkelőket, de ennek a megmozdulásnak nem lett sebesültje, és az ostrom folytatódott. A Kadhafi ellen lázadók szerint a katonaság az egyetemen lévő embereket pajzsként használták. Végül a kormány csapatai elhagyták az egyetemet, és a várostól 8 km-nyit hátráltak nyugatnak. A felkelők egyik vezetője szerint Kadhafi katonái kifogytak a lőszerből, és emiatt kellett hátrálniuk.
A jelentések szerint a Tripolit Bengázival összekötő úton az autókból kirángatták az asszonyokat és a gyermekeket, majd élő pajzsként használták őket.
A kormányerők a csata után egészen a 120 km-re nyugatra fekvő Rasz Lamúfig vonultak vissza.

## Következmények
Az első jelentések szerint legalább 14 ember halt meg a támadásban. Más beszámolók legfeljebb öt áldozatot tartanak valószínűnek. A Bengáziból érkező riporterek négy halottról számoltak be, akik közül kettőről meg lehetett állapítani, hogy Kadhafi katonái voltak. Később olyan jelentések láttak napvilágot, mely szerint legalább 14 felkelő meghalt, 28 pedig megsérült. A halottak között nyolc olajipari munkás is volt. A felkelők azt állítják, legalább 10 katonát megöltek, és többet foglyul ejtettek.
A bregai olajmezők elleni első támadás nem volt más, mint az ellenzék kezén lévő Kelet-Líbia elleni ellentámadás. Itt olyanok élnek, akik támogatják a Kadhafi-rezsim elleni felkelést, már az első napoktól kezdve. A támadásra akkor került sor, mikor Kadhafi figyelmeztette az ellenzéket, hogy az utolsó emberig kész harcolni. A csata után Bregában és Adzsdabijában örömünnepet ültek a felkelők. John Simpson, a BBC tudósítója szerint Bregában úgy érzik az emberek, Kadhafi csapatai nem szívesen teszik azt, amit tenniük kell.
Március 3-án Kadhafihoz hű vadászrepülők lőtték Bregának az olajmezők és a lakóövezet közötti területét. Erre a felkelők az adzsdabijai tábort rohamozták meg. Elemzők szerint a bregai csata annak a jele, hogy egyik sereg sem képes a másikat jelentősen legyőzni.
Március 4-én Kadhafi erői támadást indítottak Rasz Lamúf ellen. A felkelők előrenyomulását március 6-án a Bin Dzsávád-i csatánál megállították, a kormány hadserege pedig március 10-én visszafoglalta Rasz Lamúfot. A jelentések szerint Kadhafi ellenfelei arra biztatták a Brega környékén élőket, hogy hagyják el otthonaikat. Szerintük fel kell készülni egy második csatára. A második bregai csatát március 13-án, illetve 14-én délelőtt vívták meg. A harcnak az lett a vége, hogy a lakóövezet a felkelők, az olajmezők a katonák kezére kerültek. Másnap a várost a kormány csapatai szállták meg.